# Élisabeth Flandrika d'Orange-Nassau
Élisabeth Flandrika d'Orange-Nassau, parfois appelée Élisabeth de Nassau, née le 26 mars 1577 à Middelbourg (comté de Zélande, dans les Pays-Bas des Habsbourg) et morte le 3 septembre 1642 à Sedan (principauté de Sedan), fille de Guillaume d'Orange (le Taciturne), duchesse de Bouillon et princesse de Sedan par son mariage avec Henri de la Tour d'Auvergne, est la mère de Frédéric-Maurice de la Tour d'Auvergne, dernier prince de Sedan, et d'Henri de la Tour d'Auvergne, maréchal de France, connu sous le nom de « Turenne ».

## Biographie

### Origines familiales
Elle est la fille de Guillaume Ier d'Orange-Nassau, prince d'Orange et comte de Nassau, officier au service de Charles Quint puis de Philippe II durant la onzième guerre d'Italie, stathouder de Hollande et de Zélande, membre du Conseil d'État des Pays-Bas (jusqu'en 1567), depuis 1568 à la tête de l'insurrection des Pays-Bas contre Philippe II. Sa mère est Charlotte de Montpensier (1547-1582), de la maison de Bourbon-Vendôme. Elle a pour marraine la reine Élisabeth Ire d'Angleterre.   
À partir de 1581, à la suite de la formation de l'union d'Utrecht (1579), puis de la déchéance de Philippe II comme souverain des Pays-Bas (1581, acte de La Haye), elle vit dans un nouvel État, les Provinces-Unies, désormais en guerre contre l'armée du roi d'Espagne, commandée par Alexandre Farnèse. 
Son père est assassiné par un agent de Philippe II en juin 1584.

### Mariage et descendance
Âgée de 18 ans, elle épouse en 1595 Henri de la Tour d'Auvergne, duc de Bouillon et prince de Sedan, veuf de Charlotte de La Marck, morte en mai 1594. Cette union est particulièrement avantageuse pour le prince de Sedan puisqu'elle crée un lien entre ce prince et plusieurs maisons royales ou princières d'Europe. Élisabeth est, par sa mère, la cousine germaine de sa première épouse, Charlotte de La Marck.
De leur union naissent huit enfants :
- Louise (1596-1607) ;
- Marie (1601-1665), duchesse de Thouars ;
- Julienne-Catherine (1604-1636), qui épouse en 1630 François de La Rochefoucauld (1603-1680), comte de Roucy ;
- Frédéric-Maurice (1605-1652), duc de Bouillon ;
- Élisabeth-Charlotte (1607-1685), qui épouse Guy-Aldonce Ier de Durfort, marquis de Duras en 1624[réf. nécessaire], dont postérité ;
- Henriette-Catherine (1609-?), qui épouse Amaury Goyon de La Moussaye, comte de Quintin, en 1629. Leur fils, Henri Goyon de La Moussaye, est gouverneur de Stenay. Leur fille Élisabeth, mariée avec René de Montbourcher, marquis du Bordage, est la mère de la duchesse de Coigny ;
- Henri (1611-1675), plus connu sous le nom de Turenne ;
- Charlotte (v. 1613-?), dite « Mademoiselle de Bouillon ».

Elle meurt le 3 septembre 1642 à 11 heures du matin, quelques semaines avant le rattachement de la principauté de Sedan à la France. Les pasteurs Rambour, Chéron et Du Moulin se succèdent alors à son chevet. Le premier fait le récit de ses derniers jours et témoigne de la solidité de sa foi.

## Correspondance
Jean-Luc Tulot a transcrit des lettres d’Élisabeth de Nassau à sa sœur Charlotte-Brabantine de Nassau, duchesse de La Trémoille, et à son neveu Henri de La Trémoille. Un ensemble de plus de quatre cents lettres allant de 1595 à 1628 est conservé aux Archives nationales dans le Fonds La Trémoille aux côtes 1 AP 333, 334, 335 et 336. Ces lettres, au siècle dernier, ont été l’objet d’une publication partielle par Paul Marchegay portant principalement sur les lettres  couvrant les années 1595-1598, Marchegay n’ayant publié qu’une sélection de lettres pour les années 1598-1628. Il existe aussi une vingtaine de lettres qu’adressa à Charlotte-Brabantine de Nassau sa sœur Charlotte-Flandrina, abbesse de Sainte-Croix de Poitiers, conservées aux Archives nationales de France dans le Fonds Rohan-Bouillon à la côte 273 AP 180. Élisabeth de Nassau la cite souvent dans ses lettres à sa sœur Charlotte-Brabantine de  Nassau et ses lettres permettent de mieux percevoir les relations existant entre membres d’une même famille que la religion séparait. 